# Мітяєв Олег Юрійович
Олег Юрійович Мітяєв, позивний Баркас (рос. Олег Юрьевич Митяев; нар. 1974, Оренбург - 2022, Маріуполь) — російський воєначальник, генерал-майор російської армії, командувач 150-ї мотострілецької дивізії РФ.

## Біографія
Випускник суворовського військового училища 1991 року, Омського вищого загальновійськового двічі Червонопрапорного училища імені М. В. Фрунзе 1995 року, Військової академії ім. М. В. Фрунзе 2009 року, Військової академії Генерального штабу ЗС РФ.
У 1995—2007 рр. обіймав керівні посади від командира взводу до начальника розвідки штабу десантно-штурмового полку повітрянодесантної дивізії Північнокавказького військового округу РФ. У 2009—2013 рр. служив на керівних посадах в 31-й окремій десантно-штурмовій бригаді. Від жовтня 2013 р. до березня 2015 р. — командир 11-ї окремої десантно-штурмової бригади.
Від квітня 2015 р. до листопада 2016 р. — нібито начальник 1 управління (резервних формувань мотострілецьких військ) 12 командування резерву Південного військового округу. 2015 р. нагороджений медаллю ордену «За заслуги перед Вітчизною» з мечами 1 ступеня. Насправді від жовтня 2015 р. до листопада 2016 р. обіймав посаду командира 1-ї окремої мотострілецької Слов'янської бригади. Службу як командир 1 ОМСБр проходив під прізвищем прикриття як полковник (генерал-майор) Дигало (Варавва) Микола Миколайович.
11 червня 2016 за організацію бойових дій незаконних збройних формувань на території України отримав військове звання генерал-майор (указ Президента РФ № 276).
13 грудня 2016 року призначений командиром 201-ї Гатчинської військової бази, дислокованої в Таджикистані.
В 2020 році став командиром 150-ї мотострілецької дивізії РФ.
В 2021 обіймав посаду заступника командувача угрупуванням військ Росії у Сирії, керував військовим парадом на російській базі Хмеймім у Сирії з нагоди 9 травня.
15 березня 2022 року під Маріуполем полк «Азов» ліквідував генерал-майора. Наступного дня було повідомлено, що це Олег Мітяєв. Він став четвертим російським генералом, який загинув під час вторгнення в Україну.
9 грудня 2024 року присвоєно звання генерал-лейтенанта.

## Сім'я
Був одружений, мав 3 доньки.

## Нагороди
- Орден Мужності
- Медаль ордена «За заслуги перед Вітчизною»
  - 2-го ступеня
  - 1-го ступеня (2015)
- Медаль Жукова
- Медаль Суворова